# Czesław Kahl
Czesław Maria Polikarp Kahl (ur. 8 lipca 1878, zm. 24 lutego 1914 w  Zgierzu) – polski duchowny starokatolicki, kapłan Kościoła Katolickiego Mariawitów. 

## Życiorys
Pochodził z rodziny przybyłej do Rzeczypospolitej w XVIII wieku z Turyngii. Jego przodkowie osiedliwszy się na ziemiach polskich za zasługi dla dworu saskiego otrzymali polskie szlachectwo oraz prawo do pieczętowania się herbem Pobóg. Pierwotnie byli ewangelikami i trudnili się głównie piwowarstwem. Posiadali w dzierżawie m.in. browar w Międzyrzecu Podlaskim. Czesław Kahl był synem Stanisława Marcelego i Róży z Żelazowskich. Jego bliskim krewnym był kapucyn i organizator bezhabitowych zgromadzeń zakonnych, Honorat Koźmiński. 
Po ukończeniu wyższego seminarium duchownego Czesław Kahl został księdzem rzymskokatolickim inkardynowanym do archidiecezji warszawskiej. Pracował jako wikary na parafiach w: Przybyszewie, Krośniewicach, Piątku, Tarczynie i Raszynie.
W 1906 roku jako pierwszy duchowny z archidiecezji warszawskiej został suspendowany przez metropolitę Wincentego Popiela za przynależność do Zgromadzenia Kapłanów Mariawitów i szerzenie wśród wiernych mariawityzmu. Za niepodporządkowanie się decyzjom Świętego Oficjum został ekskomunikowany.
Od lutego 1906 roku pracował jako proboszcz mariawicki w parafii Sobótka, gdzie przystąpił do budowy domu parafialnego. Jeszcze w tym samym roku został skierowany do pracy w parafii mariawickiej w Piątku, skąd opiekował się też mariawitami z Małachowic, Anusina i Ozorkowa. Przez pewien czas wspierał misję mariawicką w Mińsku Mazowieckim. Dzięki jego działalności powstała parafia mariawicka w Kajewie. 
W 1913 roku poważnie zachorował i zmuszony był zrezygnować z pracy duszpasterskiej. Przeprowadził się z Piątku do Zgierza, gdzie do końca życia pozostał rezydentem przy miejscowej parafii mariawickiej. Opiekę nad nim sprawował w tym czasie jego przyjaciel, Józef Maria Wawrzyniec Pągowski.
Pochowany na cmentarzu mariawickim w Zgierzu.